# 花園街市政大廈

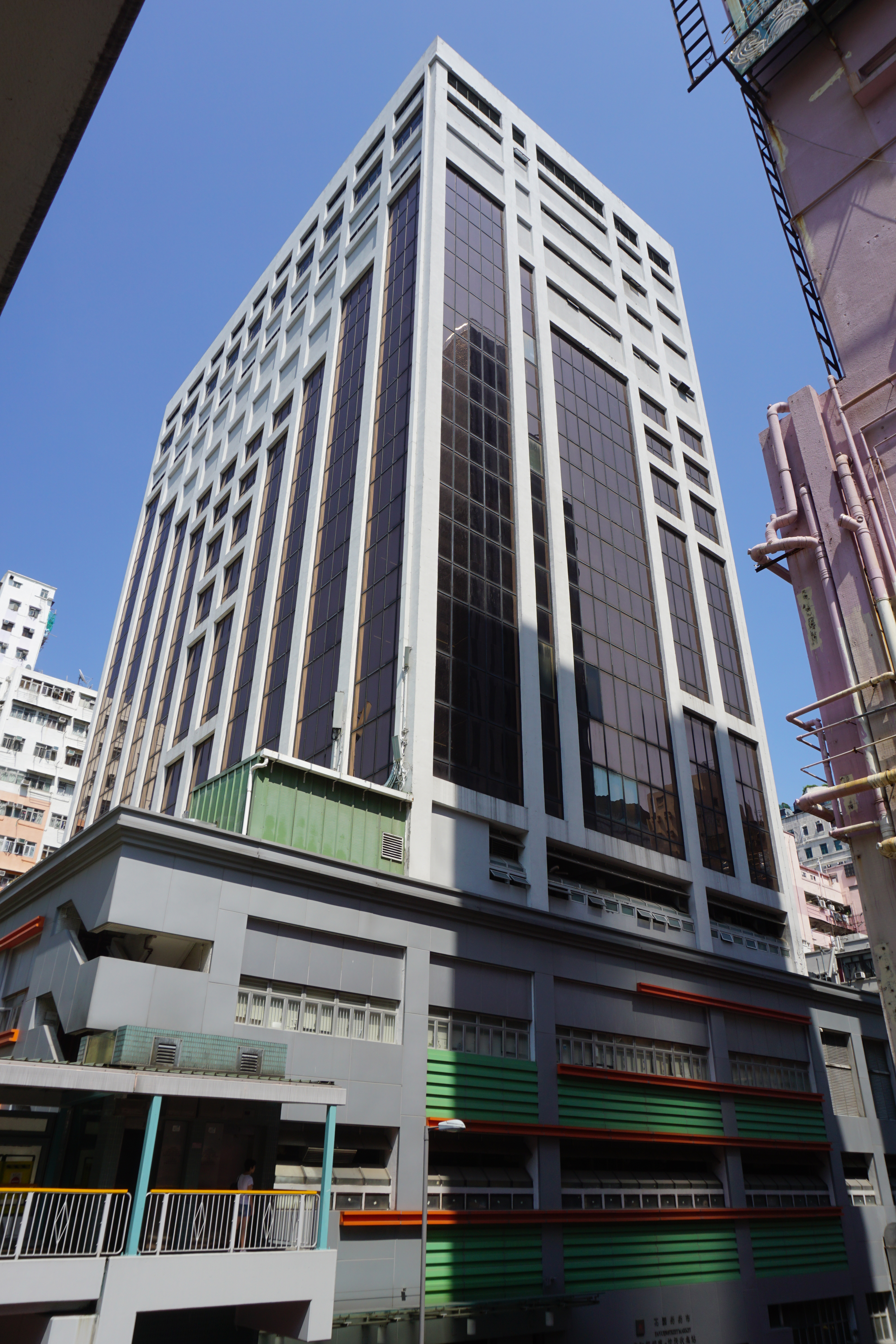
花園街市政大廈

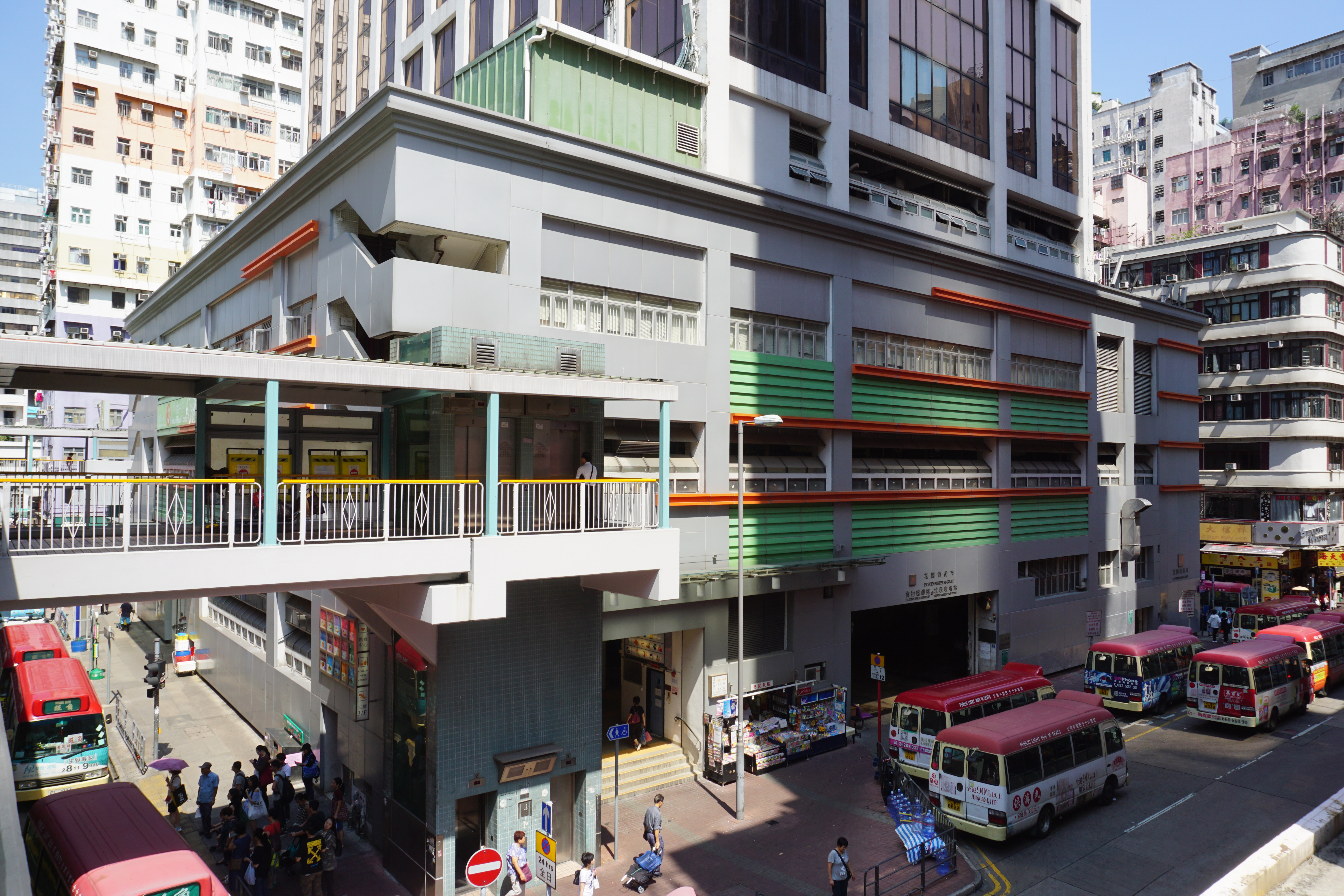
花園街市政大廈基座

市政大廈13樓為花園街體育館

花園街市政大廈（英語：Fa Yuen Street Municipal Services Building），位於香港九龍旺角花園街123號A的一幢市政大樓，由周林建築師事務所設計，於1989年4月28日揭幕，鄰近T.O.P 商場及旺角站。

## 歷史
该大厦的運動場部分，于在1989年1月初啟用，街市部分在同年近4月初啟用，至4月28日舉行揭幕儀式。

## 設施

### 花園街街市
地面至3樓為室內街市「花園街街市」，佔地共約1,700平方米，啟用之初共提供40個街市枱位及130個小型枱位，共170個枱位（落成前的介紹中有指為360個）。設有三個出入口，分別面向旺角道、花園街、通菜街。
3樓為街市的熟食中心，啟用之初共提供22個檔位（落成前的介紹中有指為26個）。

### 其他
- 從落成起，4至5樓一直為公共圖書館[5]（今稱「花園街公共圖書館」）。
- 6至9樓為政府部門的辦公室。歷經變遷後，6至7樓為旺角區環境衞生辦事處；8樓為食物安全中心（風險傳達組）；9樓為圖書館辦事處。
- 從落成起，最高的10至13樓一直為體育館[5]（今稱「花園街體育館」）。佔地4,240平方米，設施包括多用途主場、健身室、舞蹈室、2個多用途活動室、4個壁球室及5個乒乓球室[6]。
- 地面層設有垃圾站[7]；
- 3樓熟食中心旁的戶外位置，設有數碼通電訊和中國移動香港基站。

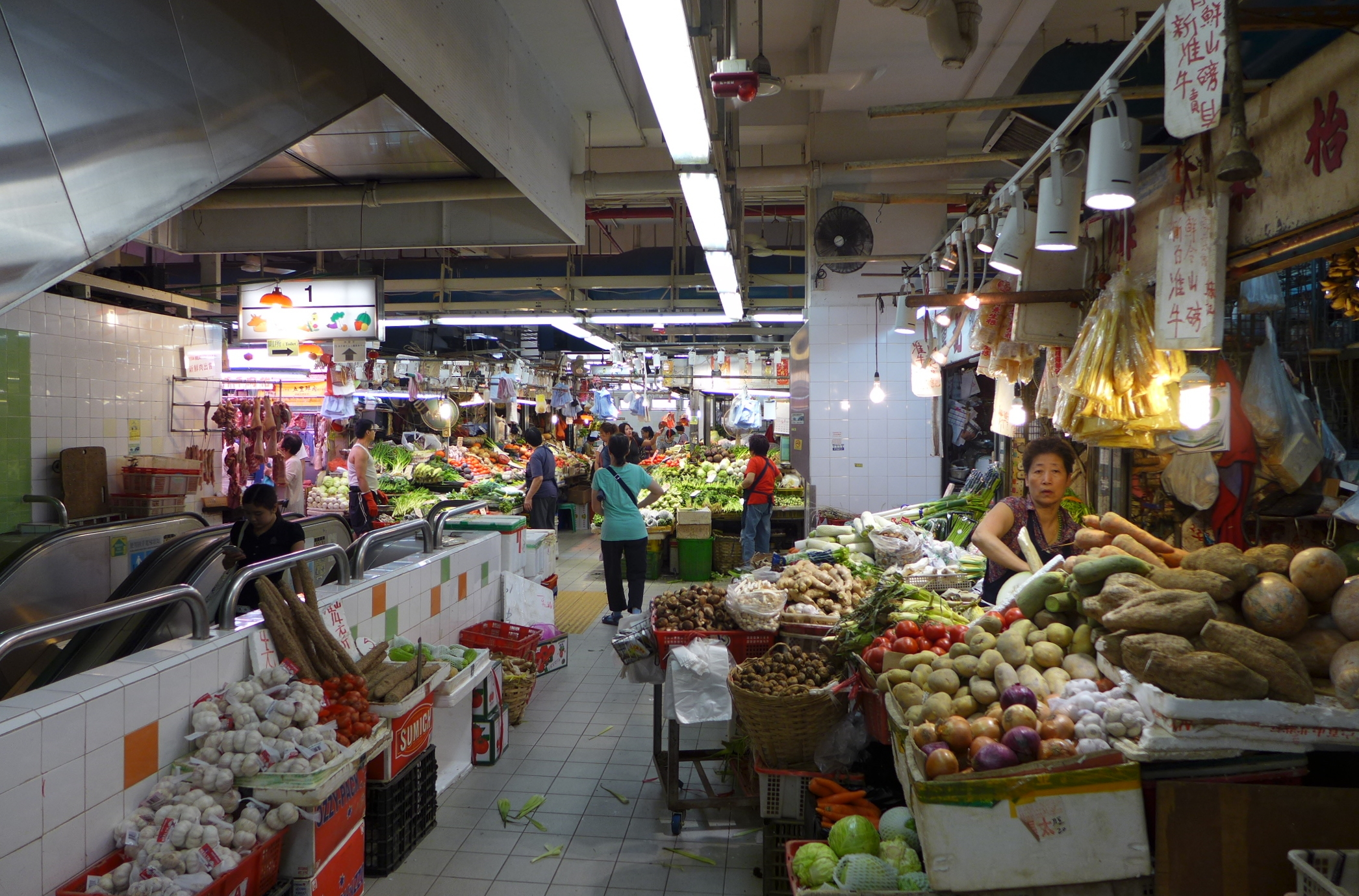
1樓街市
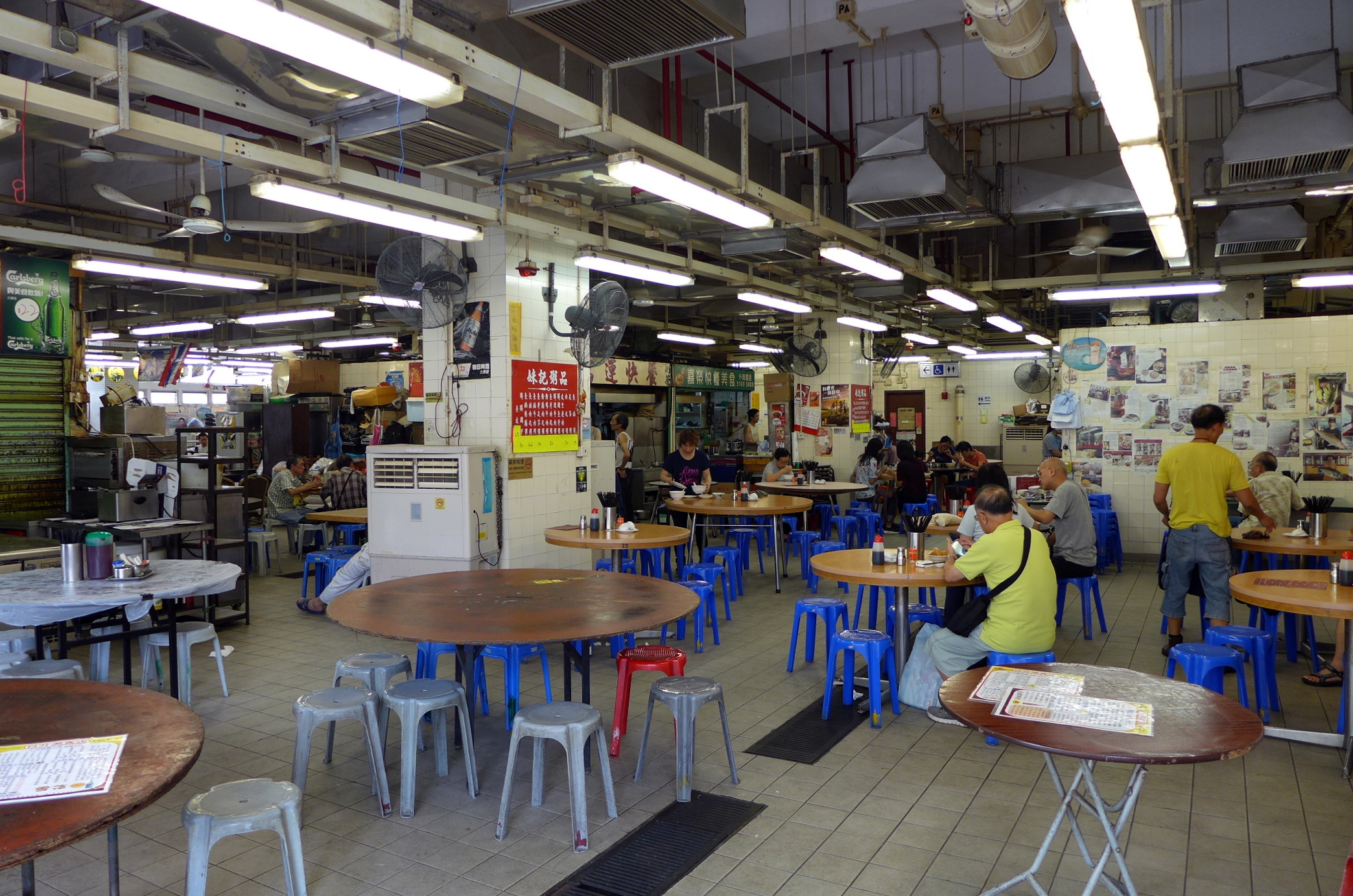
3樓熟食中心
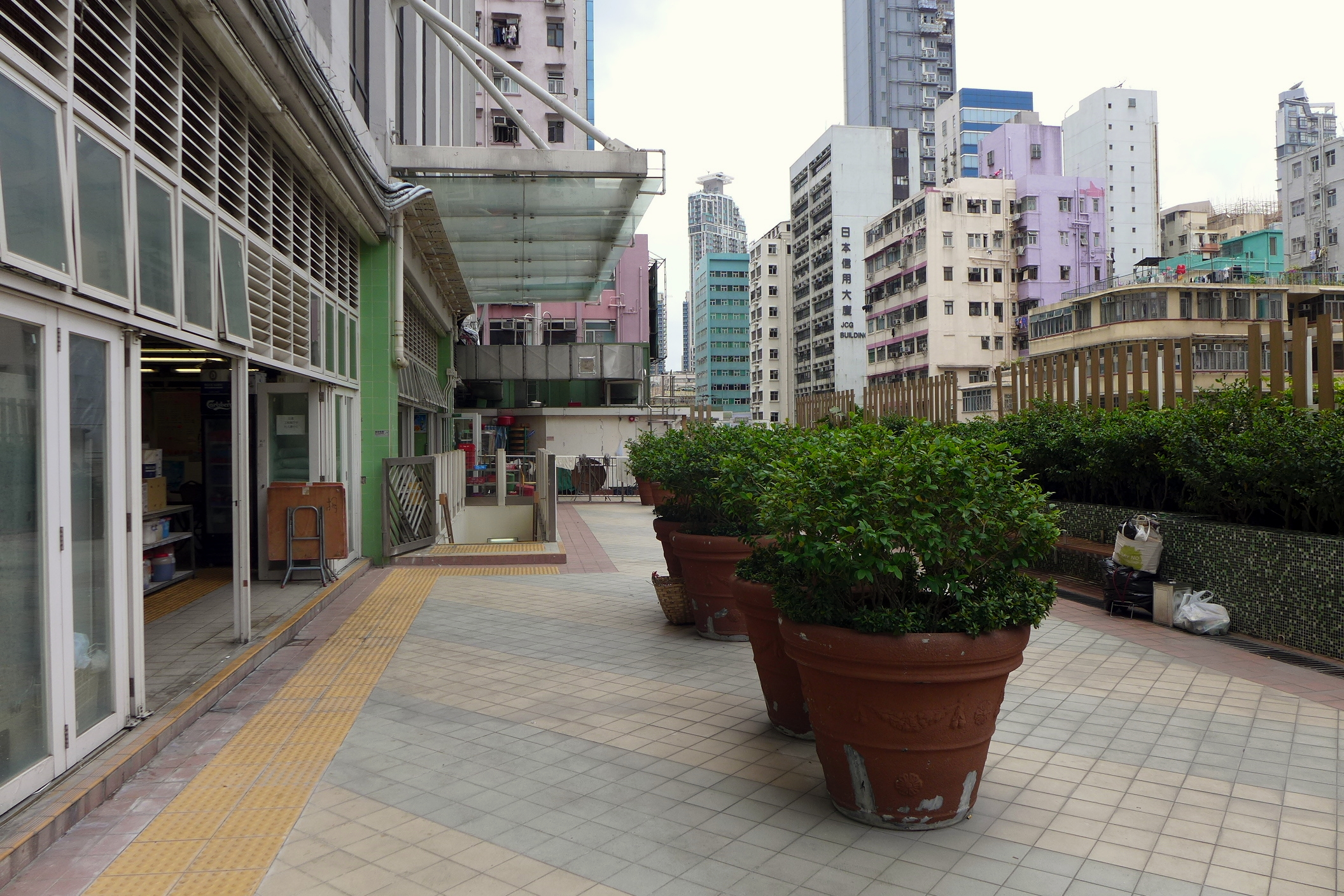
3樓平台
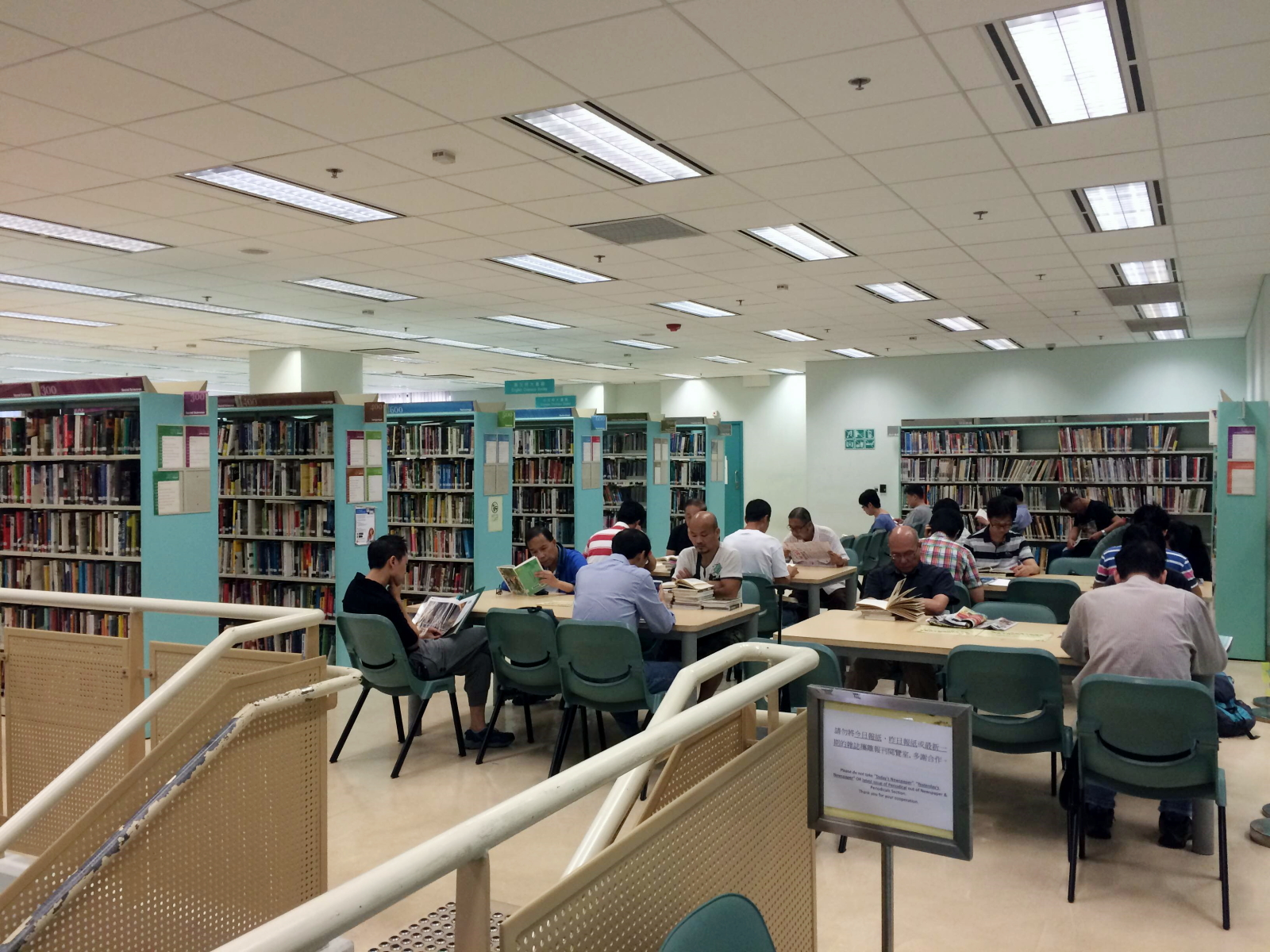
4至5樓為花園街公共圖書館

## 外部連結
- 食環署：花園街街市 （页面存档备份，存于）
- 康文署：花園街圖書館 （页面存档备份，存于）